# Chansonfest Berlin
Das Chansonfest Berlin fand jährlich von 1996 bis 2015 statt. Es galt als das größte Musikfestival des Chansons im deutschsprachigen Raum.

## Geschichte und Profil
Entstanden ist das Chansonfest 1996 in Zusammenarbeit mehrerer Chansoninterpreten der Neuen Berliner Chansonszene. Gründungsmitglied war der Sänger und Moderator Gunnar König, ihm zur Seite standen das Berliner Chanson Duo Schall und Hauch, sowie der Chansonnier Boris Steinberg. Kriterium bei der Auswahl der Künstler war es, den Begriff „Chanson“ zu erweitern, ohne sich dabei zu sehr dem Comedy- oder Kabarettbereich anzunähern. Ausschnitte aus dem Programm wurden u. a. vom Deutschlandfunk in seiner Sendung „Liederladen“ übertragen.
Das Chansonfest wurde bis 2013 durch den Berliner Senat gefördert. In jenem Jahr entfiel die Förderung trotz des Protests vieler Künstler, die einen offenen Brief an den Berliner Kulturstaatssekretär André Schmitz richteten. Das Chansonfest fand, obwohl seine Durchführung zunächst zweifelhaft war, dennoch vom 24. bis 26. Oktober statt.
Im Oktober 2015 fand das zwanzigste und vorerst letzte Chansonfest Berlin statt.

## Künstler (Auswahl)
- Bernd Begemann
- Lisa Berg
- Annette Berr
- Popette Betancor
- Rainer Bielfeldt
- Bobo
- Jan Böttcher
- Martina Brandl
- Caro
- Regy Clasen
- Georgette Dee
- Anna Depenbusch
- Dota
- Tino Eisbrenner
- Erdmöbel
- Tim Fischer
- Katharina Franck
- Niels Frevert
- Cora Frost
- Michael von der Heide
- Bernadette La Hengst
- Herr Nilsson[7]
- Kitty Hoff
- IC Falkenberg
- Illute
- Vivian Kanner
- Toni Kater
- Johannes Kirchberg
- Martin Klein
- Lüül
- Malediva
- Christin Marquitan
- Masen
- Manfred Maurenbrecher
- Vanessa Maurischat
- Gisela May
- Celina Muza
- Jo van Nelsen
- Nylon
- Luci van Org
- Natascha Petz
- Pigor und Eichhorn[8]
- Telmo Pires
- Annette Postel
- Sven Ratzke
- Tanja Ries
- Katrin Sass
- Fabian Schläper
- Schneewittchen
- Ilja Schierbaum
- Nanette Scriba
- Manuela Sieber
- Boris Steinberg
- Tina Teubner
- Barbara Thalheim
- Isabel Tuengerthal[9]
- Karsten Troyke
- Helen Vita
- Weber-Beckmann
- Bettina Wegner
- Wortfront (Sandra Kreisler und Roger Stein)
- Mai Horlemann

## Veranstaltungsorte
- Cafetheater Schalotte
- ufaFabrik
- Kalkscheune
- Berliner Kabarett Anstalt
- Clärchens Ballhaus
- Bar jeder Vernunft
- Corbo-Kleinkunstbühne

## Veranstalter
- 1996–2000: Gunnar König, Schall und Hauch, Boris Steinberg
- 2000–2004: Boris Steinberg
- 2004–2012: Tanja Ries
- seit 2012: Corbo Kleinkunstbühne

## Tonträger
- 1996 CD 1. Chansonfest Berlin * duo/phon/records